# Direttorio Divisioni Superiori
Direttorio Divisioni Superiori (DDS) (z wł. Dyrektoriat Dywizji Wyższych) – autorytarna włoska organizacja sportowa, działająca w latach 1926–1943, która zarządzała głównymi turniejami piłki nożnej we Włoszech w okresie faszystowskim (m.in. Serie A, Serie B, Serie C, Puchar Włoch).
Skupiała ona wszystkie kluby, występujących w danym sezonie w Serie A i Serie B, a później w Serie C, zaś jej głównym zadaniem było prowadzenie ligowych rozgrywek o mistrzostwo Włoch w piłce nożnej mężczyzn i zarządzanie nimi.

## Historia
Direttorio Divisioni Superiori zostało organizowane 3 sierpnia 1926 roku, wraz z ratyfikacją przez CONI Karty Viareggio, dokumentu bardzo pożądanego przez faszystowski reżim i mającego na celu radykalną reformę ówczesnego włoskiego systemu piłki nożnej. Karta ustanowiła powołanie Dyrektoriatu Dywizji Wyższych do organizacji nowych mistrzostw krajowych, Divisione Nazionale (D1) i Prima Divisione (D2), charakteryzujących się dwoma rewolucyjnymi elementami: profesjonalizmem i rozszerzeniem turnieju na cały kraj. Siedziba DDS pozostała w Mediolanie, dziedzicząc biura Lega Nord.
Dyrektoriat połączył mistrzostwa Północnych i Południowych Włoch w ogólnokrajowe, zwane Divisione Nazionale, w których najlepsze kluby zostały podzielone na dwie grupy, a potem rozgrywany był turniej finałowy. Od 1929 roku Dyrektoriat zarządzał zarówno pierwszym, drugim, jak i trzecim poziomem włoskiej piramidy piłkarskiej, w sumie 96 klubów, 18 w Serie A, tyle samo w Serie B i 60 w Prima Divisione, przenosząc się do Rzymu w listopadzie 1933 roku. Wszystkie turnieje były otwarte na profesjonalizm, ale tylko dwa główne były oparte na jednej grupie narodowej. Wyjątek nastąpił między 1933 a 1935 rokiem, kiedy Serie B miała format z dwiema grupami podzielonymi wzdłużnie między wschodnią i zachodnią częścią półwyspu. 
W momencie zawieszenia mistrzostw z powodu pogorszenia się wojny, w 1943 roku Dyrektoriat obejmował 179 klubów, 16 w Serie A, 18 w Serie B i 145 w Serii C. Biorąc pod uwagę rozwój wydarzeń wojennych na terytorium kraju, w lipcu 1943 roku ogłoszono plan mieszania Serie A i Serie B w mistrzostwo z 36 drużynami podzielonymi na trzy grupy, z którego ostatecznie zrezygnowano po 8 września z powodu kapitulacji Włoch i wynikającego z niego podziału kraju na dwie części, okupowanych przez Oś na północy i przez aliantów na południu. U schyłku faszyzmu w 1945 roku Dyrektoriat został automatycznie rozwiązany.

## Prezesi
- 1926–1927: Ulisse Baruffini
- 1927–1934: Ottorino Barassi
- 1934–1936: Rodolfo Vecchini
- 1936–1940: Guido Cavalli
- 1940–1943: Federico Sani